# 黒澤酉蔵
黒澤 酉蔵（くろさわ とりぞう、1885年（明治18年）3月28日 - 1982年（昭和57年）2月6日）は、茨城県出身の実業家、酪農家、政治家、教育者、環境運動家。衆議院議員。北海道製酪販売組合連合会（のちの雪印乳業、現在の雪印メグミルク）創業者、北海道酪農義塾（現在の酪農学園大学）設立者。日本の酪農業の発展と北海道開発に功績を残し、日本酪農の父、北海道開発の父と呼ばれる。

## 生涯

### 誕生、上京

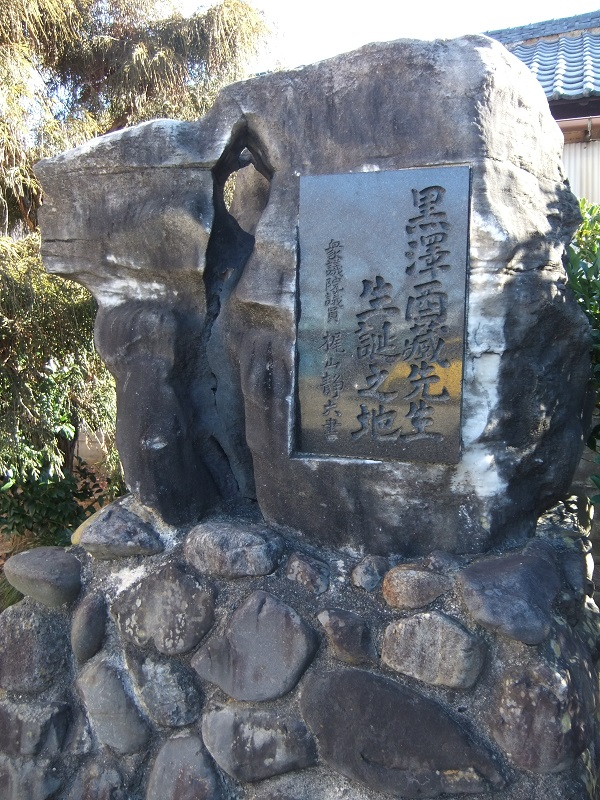
生地跡に建つ酉和館脇の「黒澤酉蔵先生生誕之地」碑

1885年（明治18年）3月28日、茨城県久慈郡世矢村小目（現：常陸太田市小目町）で貧しい農家の四人兄弟の長男として生まれる。父母の家ともかっては相当な資産家であったが、黒澤の代には零落しており、又、父による過度の飲酒がもとで負債をつくり、家計は常に苦しかった。そんな家計を母は、巡業などもして苦労して支えた。母は、「お前は大酒飲みにならないように」と息子を戒め、黒澤は生涯禁酒を通した。
1895年（明治28年）に修学年限が4年制の世矢村尋常小学校を卒業後、磯野壇という老人が開く水戸学の影響の強い近くの漢学塾に1年ほど通い、後、近くの村の涯水義塾という漢学の塾に通う。
更なる勉学を積みたく、父母に東京行きを願い出て、父からは貧しさを理由に反対されたが、母に「どんな苦労や困難にも耐え抜く覚悟があるなら行ってよい」と送り出された。1899年（明治32年）6月に14歳で東京へ行き、神田中猿楽町の上野清が校長の東京数学院（後の私立東京高等学校）で給仕生として生活を始める。が、1年ほど後、東京数学院の教師をしていた松本小七郎の誘いで彼の書生となり、神田の正則英語学校（後の正則学園高等学校）に通うようになる。この頃のことを黒澤は、「海軍兵学校に入るつもりで勉強しており、上京の翌年に入学試験も受けたが体格審査で落ちてしまった」と述べている。

### 鉱毒事件救済活動へ参加
1901年（明治34年）12月、田中正造が足尾鉱毒事件について直訴したことを新聞報道で知り衝撃を受けた黒澤は、田中が宿にしていた東京市芝口二丁目（後の東京都港区新橋）にある「越中屋」という三等旅館を訪れ、田中と面会する。突然の来訪にもかかわらず快く自分を受け入れ、事件の事を丁寧に説く田中の人柄に感銘し、田中と一緒に農民救済に関わることを決意した。
まずは田中の勧めで内村鑑三率いる足尾銅山鉱毒災害地学生視察団に加わり現地を見て、更に独自での現地視察も行った。視察後「学生鉱毒救済会」が東京に作られると、これに参加し、街頭演説や募金活動を行った。だが、政府の圧力で学生運動が下火になるのを目のあたりにした黒澤は、被害地の青年達自らが立ち上がるべきではないかと考え、農民が自主的に団結し行動する「青年行動隊」の組織化を目論んだ。この実現のため、学業を放り出し被害地を回り、集会・演説会、中央の名士を招いての懇親会の開催などをして同士集めに奔走した。このような果敢な行動から黒澤は"小田中"とも呼ばれるようになった。
しかしながらこの活動を好ましく思わなかった警察は黒澤を要注意人物として監視した。遂に黒澤は、反対活動をするよりも示談にした方が良い、との自身とは異なる意見を持つ被害地内の農民の家に説得に上がり込んだところを、家宅侵入罪で1902年（明治35年）3月5日に逮捕され、前橋監獄に勾留されてしまった。勾留は6カ月間に及んだが、田中が今村力三郎という有力な弁護士をつけてくれたおかげで無罪となる。この事件で未決囚として収監中に、田中の知人でキリスト教布教団体「婦人矯風会」副会頭の潮田千勢子から差し入れられた聖書を読み、感化を受け、後の1909年（明治42年）に洗礼を受ける契機となる。
無罪となった後も活動に没入していたが、黒澤の将来を心配した田中から学問を修めるように説得され、当時籍のあった京北中学校（後の東洋大学京北中学高等学校）に1903年（明治36年）12月に復学し、1905年（明治38年）3月に卒業した。なお修学資金は田中からの育英資金恵与の懇請を受けた栃木県の篤志家、蓼沼丈吉からのものであった。
卒業後、このまま社会活動を続けてゆこうかどうか迷っていた矢先、母の急死という不幸に見舞われる。幼い弟妹を養う立場に立たされた20歳の黒澤は心機一転、北海道行きを決意する。

### 渡道し酪農業と北海道開発に尽くす
1905年（明治38年）夏、北海道に渡った黒澤は、北海タイムスの阿部宇之八に白石村（後、札幌市白石区）で酪農を営む宇都宮仙太郎を紹介され彼に逢いに行く。
出会った宇都宮から、牛飼いには三つの徳（得）がある、すなわち「役人に頭をさげなくてもよい」、「動物が相手だから嘘をつかなくてもよい」、「牛乳は日本人の体位を向上させ健康にする」と説かれた黒澤はその話を気に入り、宇都宮の牧場の牧夫となることを即決した。酪農の作業は辛いものがあったが、自作の道具で乳搾りの練習をしたりして熱心に取り組んだ。
1906年（明治39年）12月に徴兵され札幌市の歩兵連隊に入る。兵役を終えた後の1909年（明治42年）4月、宇都宮から独立する。山鼻村東屯田（後の札幌市中央区南10条西8丁目あたり）でエアシャー種1頭でのスタートであった。朝3時に起き牛の世話、搾乳をし、5時には牛乳を配達し、帰っては又牛の世話をするという作業を1人で行い、睡眠時間が3時間か4時間という奮闘の日々を送った。そのかいあって5年後には飼育する乳牛が10数頭にまでになる酪農家に成長していた。
この頃の私生活においては、1909年（明治42年）1月に日本メソジスト札幌教会（後の日本キリスト教団札幌教会）で杉原成義牧師より受洗し、また1915年（大正4年）に結婚している。夫婦の間に生まれた子供のうち、長男の力太郎は酪農学園大学教授、酪農学園学園長等を勤めている。
1923年（大正12年）の関東大震災直後に、アメリカから練乳が援助物資として大量に届けられ、また、乳製品の関税も撤廃され輸入品が増えると、道内の練乳会社による国産牛乳の買い叩きや受入制限がおき、国内の酪農家は苦難に陥った。この危機に際し、黒澤は宇都宮仙太郎を含む他の酪農家とともに酪農家自身による乳製品製造機関の創設を図り、1925年（大正14年）5月17日、「有限責任北海道製酪販売組合」を設立した。この組合で黒澤は専務理事になっている。組合は1926年（大正15年）3月に組織改編し、名称を「北海道製酪販売組合連合会（酪連）」に改めた。その後、酪連は戦時中の1940年（昭和15年）に「北海道興農公社」、戦後の1947年（昭和22年）に「北海道酪農協同株式会社（北酪社）」と変遷し、1950年（昭和25年）にブランド名として名乗った「雪印」を社名とした「雪印乳業株式会社」となっている。
酪連において黒澤は販路拡充、品質向上に取組み、初代会長の宇都宮が急病により会長を辞任すると、1935年（昭和10年）5月に会長に就任し、後に大企業となる雪印乳業の基盤を築いた。
北海道興農公社では、創設時に社長に就任。戦後発足した北酪社では取締役会長になったが、GHQの占領政策により役員の退任を強要され、1949年（昭和24年）に辞任した。その後、北酪社が分割して1950年（昭和25年）に誕生した雪印乳業株式会社では相談役に退いている。
黒澤はまた北海道開発の方面でも活躍しており、戦前においては、デンマーク式農業の紹介や、北海道議会憲政会の拓殖計画副委員長に就任し北海道第二期拓殖計画の策定で主導的な役割を果たす、などの事を成した。戦後は1952年（昭和27年）6月に北海道開発庁の北海道開発審議会委員に任命され、1954年（昭和29年）9月には同会会長に就任し以後8期16年会長職を務め、北海道開発計画の策定等で指導的役割を成した。
その他の北海道産業界での経歴としては、北海タイムスにおいて1960年（昭和35年）12月に社長に、1966年（昭和41年）5月に会長に就任、札幌テレビにおいて、1957年（昭和32年）10月に設立発起人の一人となり設立後取締役に就任などがある。

### 政治活動
政治家としてのスタートは、1924年（大正13年）8月に憲政会から北海道会議員に立候補し当選したことから始まる。1926年（大正15年）10月には道会議員のまま札幌市会議員に当選、副議長となる。1942年（昭和17年）4月翼賛政治体制協議会の推薦を受け衆議院議員総選挙に出馬し、当選し、農林委員となる。
この時の国政進出は本意では無かったと述べているが、戦後、自らの信条を実現する政党結成を決意し、1945年（昭和20年）に日本協同党を千石興太郎達と共に結成し、同党の代表世話人となる。しかしながら1946年（昭和21年）に公職追放となり、世話役を辞任した。
1950年（昭和25年）10月公職追放解除後、自由党ら保守勢力に推され、1951年（昭和26年）4月北海道知事選挙に出馬する。現職知事の田中敏文に挑み、「大雪山系の電源を開発し諸産業をベルトにかけてまわす」「寒地住宅の建設」「教育の問題－働く者にも教育を」の3つを公約に掲げ戦ったが落選し、以後は政治活動に直接関わることはしなかった。

### 教育活動
酪農業者への教育の必要性を感じていた黒澤は教育機関設置に向けて関係者へ働きかけを行った。この熱意に動かされ酪連は道内農村青年のための教育機関の設置を認め、1933年（昭和8年）10月1日に「北海道酪農義塾」が設置された。黒澤はここで塾長を勤めた。
黒澤はこの酪農義塾で自身の主張する『農民道五則』で塾生達の農業人としての精神育成に努めた。『農民道五則』とは以下である。
やがて支那事変の勃発など日本が戦争に傾いて行くと、黒澤は食糧増産をするには指導者育成の為の甲種農業学校の設立が必要と考え、その構想を文部省高官へ訴えた。それは役人から賛同を得られ1942年（昭和17年）に「財団法人興農義塾野幌機農学校」が開校の運びとなった。初代校長は黒澤である。
戦後は自身が信仰するキリスト教の聖書を教育の柱とする「学校法人酪農学園」に組織改編をし、自らは1950年（昭和25年）に初代学園長になり、酪農学園のもと開校した「酪農学園女子高等学校」「酪農学園短期大学」「酪農学園大学」の校長、学長を勤めた。

### 晩年
1970年（昭和45年）に北海道開発審議会会長を辞任した後は、ほとんどの公職から身を引いた。
88歳の頃、みずから"悲願"と言う田中正造の著作集の刊行を目指し動きを始め、資料の収集や、知り合いであった東畑精一に岩波書店への取次を依頼するなどし、遂に岩波書店からの『田中正造全集』の刊行にこぎ着けた。黒澤はこの全集に田中から託され、大切に保管していた田中の日記、手紙等の文書を提供し、自らは編纂会の顧問として編纂に尽力した。全集は1977年（昭和52年）に第1回配本の第7巻が刊行され、1980年（昭和55年）に全20巻の刊行完結が黒澤の存命中に成された。
1981年春頃から衰弱著しくなり、11月に札幌医科大学附属病院に入院する。1982年（昭和57年）2月6日午前6時13分、同病院で心不全のため96歳で死去した。
葬儀は密葬が2月8日・9日に札幌霊堂で、本葬が「故黒澤酉蔵翁酪農葬」として2月26日に札幌市民会館で行われた。

## 思想・哲学
黒澤は自身の思想・哲学を以下のような言葉で説いた。
- 健土健民

「健土健民」は黒澤の造語で、黒澤の言葉によれば、『健康と長寿を創造するには健康で豊じような国土を創造すべし』と要約されるものである。この言葉の原点は田中正造の思想にあると考えられる。この言葉は酪農学園の建学の精神に含まれるほか、雪印の創業の精神にもなっている。
- 三健論

「健土・健民・健産」、つまり、健康な国土、健康な国民、健康な産業の三つのバランスと連係が国の健康に繋がるとの考え。その中で黒澤は「健産」の基本に農業を据えた。
- 循環農法

「農業は天（風土・自然条件）、地（その土地の持つ特性）、人（機をとらえた経営能力）の合作であり、地力の増進を基本とした適地適作でなければならない」、とする考えである。黒澤はこの考えを「循環農法図」というものに図式化して説いた。

## 表彰・叙勲等
- 1939年（昭和14年）北海道開拓の功労より、北海道庁長官表彰を受ける[31]。
- 1954年（昭和29年）産業教育の功労より、文部大臣表彰を受ける[31]。
- 1957年（昭和32年）藍綬褒章受賞[31]。
- 1964年（昭和39年）酪農振興の功労より、勲三等旭日中綬章受賞[31]。
- 1966年（昭和41年）北海道文化賞受賞[31]。
- 1968年（昭和43年）北海道新聞文化賞受賞[59]。
- 1970年（昭和45年）『酪農畜産の父』として、北海道開発功労賞受賞。同年、北海道開発の功労より勲二等旭日重光章受賞[31]。
- 1981年（昭和56年）『北海道開発の父』として勲一等瑞宝章受賞[31]。同年、第12回キリスト教功労者受賞[1]。
- 1982年（死後）贈従三位[60]。

## 著作
- 『農民道』北海道酪農義塾、1936年。
- 『日本産業人の道（産業報国講演集 其の7）』産業報国聯盟、1940年。
- 『大東亜建設の構想 南方経営に於ける北方の役割日本産業人の道』綜合北方文化研究会、1942年。
- 『健土政策と有畜機械農業（農村決戦態勢確立運動叢書 第2輯）』産業組合中央会、1943年。
- 『食糧必勝戦と畜力総動員』北海道興農公社東京支店、1944年。
- 『皇道農業』育英出版、1944年。
- 『農業国デンマーク』河出書房、1952年。
- 『健土と健民』酪農学園通信教育出版部、1954年。
- 『反芻自戒』北海タイムス社、1965年。
- 『国際収支と北海道開発』酪農学園酪農大学、1968年。
- 『酪農学園の歴史と使命 私はなぜ酪農学園をつくったか』酪農学園、1970年。
- 『健土健民新論』酪農学園、1974年。
- 『北海道開発回顧録』北海タイムス社、1975年。
- 『三愛の歌』1977年。
- 『酪翁自伝 黒澤酉蔵翁生誕一三〇年・記念』酪農学園、2015年。

## 関連施設

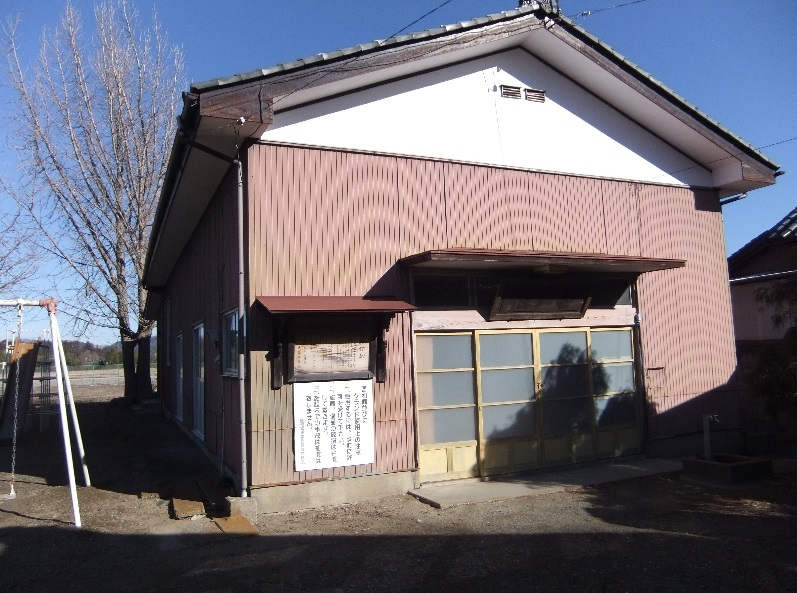
酉和館

- 酪農学園大学

北海道江別市文京台緑町582番地　北緯43度04分23.9秒 東経141度30分39.6秒 / 北緯43.073306度 東経141.511000度
構内には北を指差して立つ黒澤の銅像がある。附属図書館では黒澤の明治期から50代後半からの資料の複製を所蔵している。
- 酪農と乳の歴史館（旧雪印乳業史料館）

北海道札幌市東区苗穂町6丁目1番1号 ）北緯43度04分21.0秒 東経141度23分07.2秒 / 北緯43.072500度 東経141.385333度
雪印メグミルクの企業博物館で、館内には黒澤ら創業者の歴史を紹介したコーナーがある。
- 酉和館（ゆうわかん）

茨城県常陸太田市小目町2478 ）北緯36度30分41.1秒 東経40度34分10.0秒 / 北緯36.511417度 東経40.569444度
黒澤の生地跡に建てられた集会施設で、1970年（昭和45年）に黒澤とその弟が故郷の常陸太田市小目町に残していた土地に建造し、土地と一緒に地区に寄贈したもの。名称の由来は酉蔵の"酉"と弟の和雄の"和"を併せたものである。建物脇には「黒澤酉蔵先生生誕之地」の碑がある。